# Sarkofag Konstantyny
Sarkofag Konstantyny – pochodzący z pierwszej połowy IV wieku rzymski sarkofag, wykonany dla zmarłej w 354 r. Konstantyny, córki cesarza Konstantyna Wielkiego. Obecnie znajduje się w Muzeach Watykańskich (Museo Pio-Clementino).
Sarkofag wykonany został z czerwonego porfiru. Ma 225 cm wysokości, 233 cm długości i szerokość 155 cm. Początkowo znajdował się w ufundowanym przez Konstancję mauzoleum przy Via Nomentana. Między 1467 a 1471 r. został przeniesiony do rzymskiej Bazyliki św. Marka. W 1790 roku, na wozie ciągniętym przez 40 wołów, przewieziono go do Watykanu, gdzie włączono go do zbiorów Muzeów Watykańskich.
Sarkofag umieszczony jest na czterech nóżkach w kształcie lwic, które zaprojektował Francesco Antonio Franzoni (1734-1818). Jego powierzchnia ozdobiona jest wywodzącymi się ze sztuki pogańskiej motywami związanymi z kultem dionizyjskim, które umieszczono w nowym, chrześcijańskim kontekście. Widoczne są girlandy akantu, putta zbierające winogrona, dwa pawie i jagnię.